# Paramount Theater (Charlottesville)
 (février 2025).
Si vous disposez d'ouvrages ou d'articles de référence ou si vous connaissez des sites web de qualité traitant du thème abordé ici, merci de compléter l'article en donnant les références utiles à sa vérifiabilité et en les liant à la section « Notes et références ».
Pour les articles homonymes, voir Paramount Theatre.

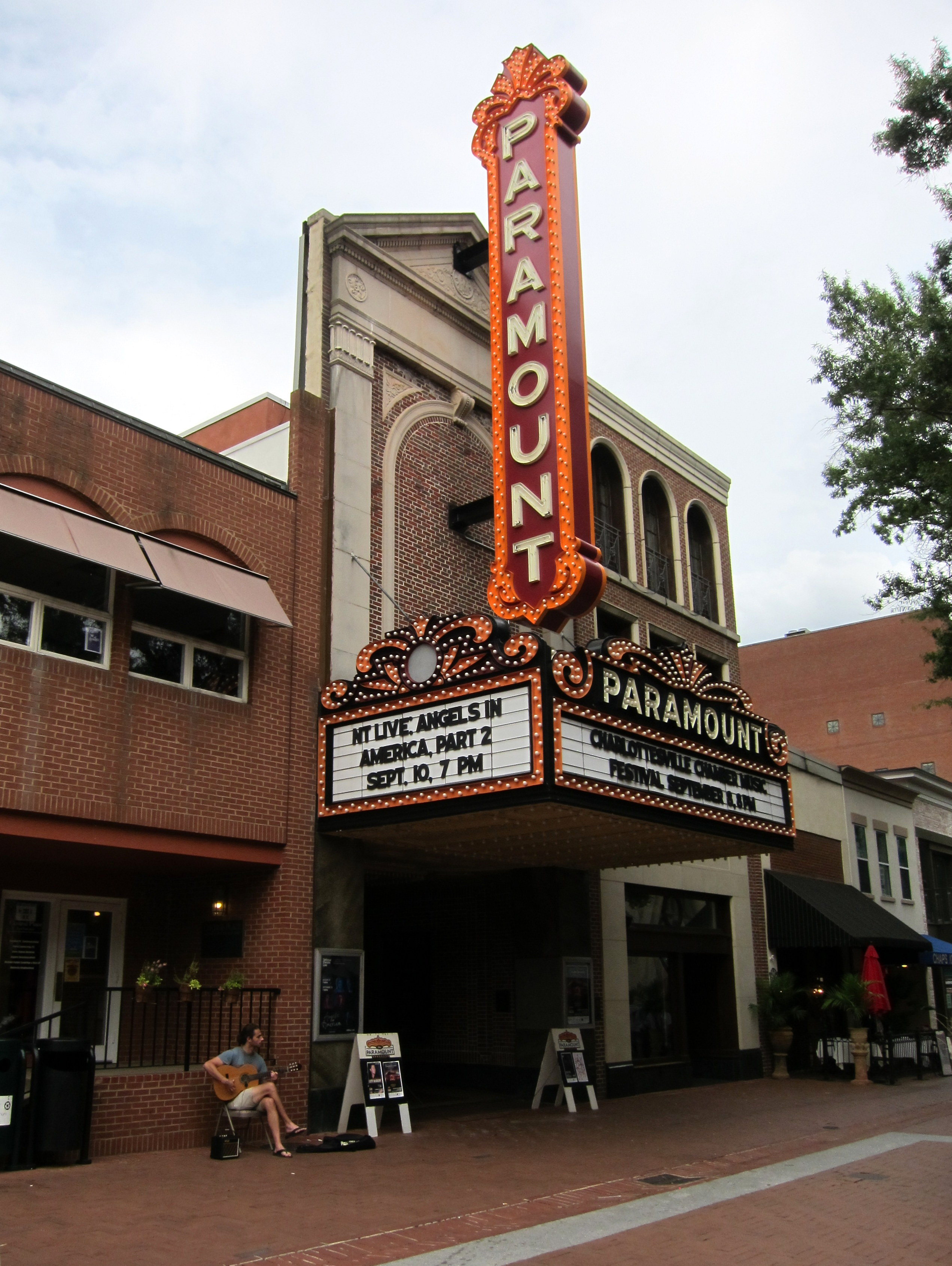
Façade du théâtre en 2017.

Le Paramount Theater à Charlottesville, en Virginie aux États-Unis est un cinéma théâtral construit ouvert par Rapp and Rapp de 1931 à 1974, puis rouvert par des membres de la collectivité à partir de 2004.
Les membres de la collectivité ont racheté le théâtre en 1990, mais ont fait face à des rénovations importantes de l'ordre de 18 000 000 $ et s'étalant sur 14 ans.

### Traduction
- (en) Cet article est partiellement ou en totalité issu de l’article de Wikipédia en anglais intitulé « Paramount Theater (Charlottesville, Virginia) » (voir la liste des auteurs).